# VIII emendamento della Costituzione degli Stati Uniti d'America
L'VIII emendamento della Costituzione degli Stati Uniti d'America (Emendamento VIII) fa parte del gruppo dei primi dieci emendamenti adottati nel 1791, noti come Carta dei Diritti (Bill of Rights) in quanto introducono nella Costituzione alcune ulteriori tutele dei diritti civili. L'ottavo emendamento vieta di imporre cauzioni esorbitanti e ammende eccessive, e di fare ricorso a pene crudeli e inusitate. Attualmente, l'ottavo emendamento attrae grande attenzione perché legato al dibattito sulla costituzionalità della pena di morte, che viene definita crudele e inusitata dai suoi oppositori.

## Contesto storico

La Carta dei diritti (Bill of Rights) degli Stati Uniti negli Archivi nazionali

Nello spirito dell'ottavo emendamento si può ritrovare l'influenza del dibattito dell'Illuminismo e delle teorie di Cesare Beccaria, autore del saggio “Dei delitti e delle pene”, che era stato letto e ammirato dai Padri fondatori del paese, tra cui John Adams e Thomas Jefferson.
La pena di morte è stata reintrodotta negli Stati Uniti dalla Corte Suprema nel 1976, dopo essere stata sospesa per nove anni perché giudicata crudele e inusitata. Dopo la reintroduzione della pena di morte la Corte Suprema si è orientata verso l'eliminazione dei metodi di esecuzione maggiormente violenti, eliminando man mano l'uso dell'impiccagione, della fucilazione e infine anche della sedia elettrica, per rispettare il disposto dell'ottavo emendamento.
Oggi è in vigore soltanto l'iniezione letale, ma di recente sono stati sollevati dubbi anche sulla legittimità di questo sistema, che in alcuni casi non renderebbe incosciente il condannato sottoponendolo a una terribile agonia prima della morte. Secondo una ricerca pubblicata dalla rivista scientifica "The Lancet", l'iniezione letale provoca dolore nei condannati e va quindi considerata come un metodo "crudele e inusuale", in contrasto con l'ottavo emendamento della costituzione americana.
Nel 2003 la Corte Suprema ha stabilito che anche l'esecuzione di persone che soffrono di ritardi mentali deve essere considerata una violazione dell'ottavo emendamento.

## Testo
(Ottavo emendamento della Costituzione degli Stati Uniti d'America)